# Ubaye (rzeka)

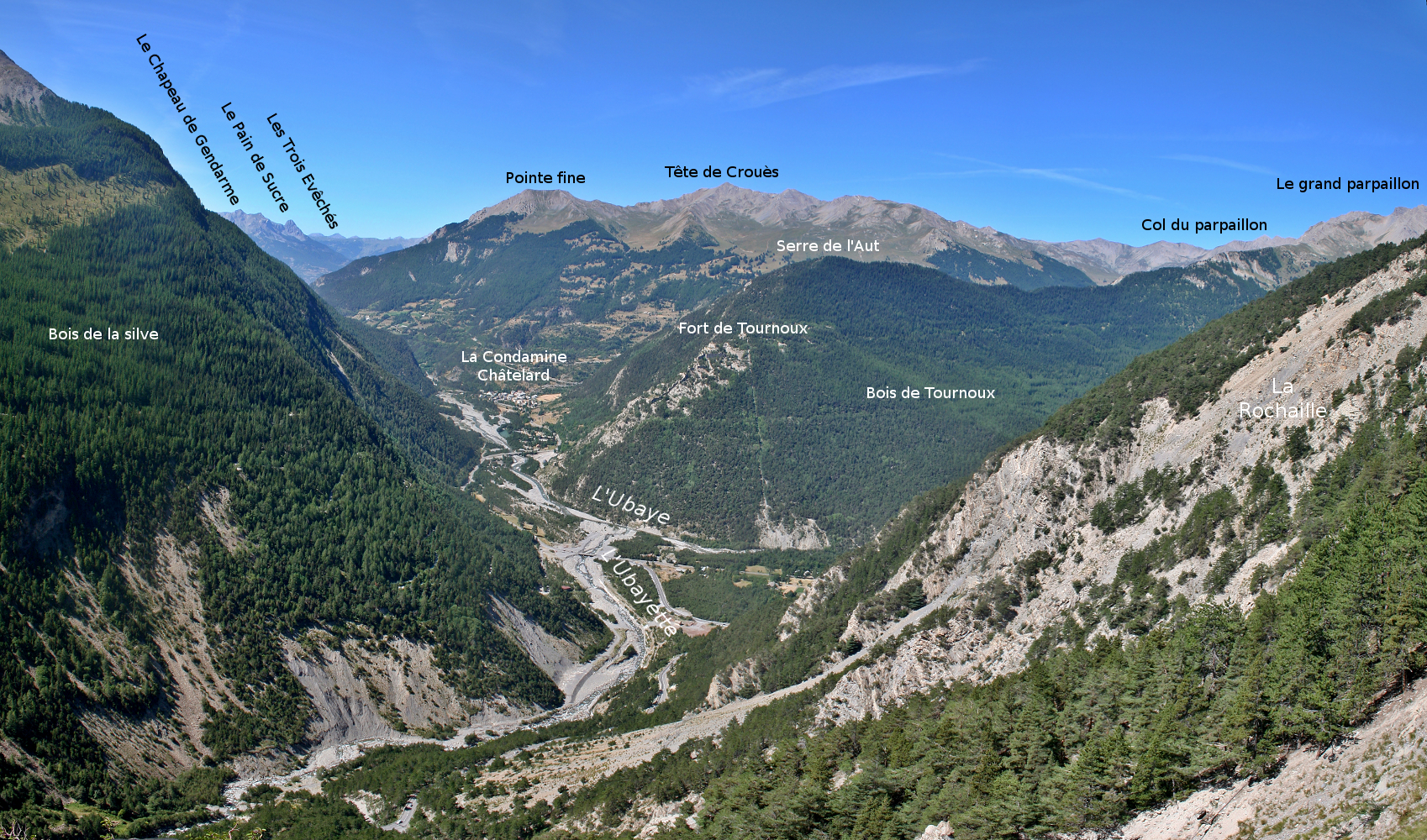
Ubaye przy ujściu do niej Ubayette

Ubaye (fr. l’Ubaye) – rzeka w Alpach Zachodnich we Francji, w departamencie Alpy Górnej Prowansji. Lewy dopływ Durance. Długość 83 km. Wyznacza jeden z podregionów Alp Francuskich, zwany Doliną Ubaye.

## Hydrografia
Źródła Ubaye znajdują się w Alpach Kotyjskich, tuż pod głównym grzbietem wododziałowym Alp. Powszechnie podaje się, że Ubaye bierze swój początek w niewielkim jeziorze Longet, położonym na wysokości 2641 m n.p.m. na zachodnim skłonie siodła przełęczy Longet. W rzeczywistości za jej źródła można uznać niewielki ciek wodny zasilający wspomniane jezioro, biorący swój początek jeszcze ok. 1 km dalej na południowy wschód, na wysokości 3000–3050 m n.p.m., w kamienistej dolince na północnym stoku szczytu Mont de Salsa (3226 m n.p.m.).
Spływa początkowo w kierunku południowo-zachodnim. Po drodze przyjmuje swój największy dopływ (lewostronny) – potok Ubayette. Od tego miejsca wyznacza granicę między Alpami Kotyjskimi (na północy) i Alpami Nadmorskimi – na południu. Tuż przed miejscowością Barcelonnette rzeka skręca na zachód, a wkrótce na północny zachód.
Ubaye uchodzi do południowo-wschodniej odnogi jeziora Serre-Ponçon, na wysokości 780 m n.p.m.

## Hydrologia
Powierzchnia dorzecza Ubaye liczy 946 km². Rzekę cechują duże sezonowe fluktuacje stanu wód, charakterystyczne dla reżymu niwalno-pluwialnego, z pierwszym maksimum przepływów wiosną i na początku lata, w okresie topnienia śniegów, i drugim maksimum w okresie jesiennych deszczów. Średni przepływ wieloletni Ubaye (z lat 1960–2007) w miejscowości Le Lauzet-Ubaye, tuż przed ujściem do jeziora Serre-Ponçon, wynosi 20,5 m³/s. Miesiącem z największym średnim przepływem jest czerwiec (53,7 m³/s), z najmniejszym – luty (7,2 m³/s). Największy przepływ w tej miejscowości, zanotowany 1 listopada 1963 r., wyniósł 380 m³/s.

## Znaczenie rekreacyjne
Ubaye jest jedną z najbardziej interesujących rzek Alp francuskich z punktu widzenia turystyki wodnej. Uprawiane są na niej kajakarstwo górskie i rafting. Jest również terenem uprawiania wędkarstwa sportowego.